# Grande-Rivière
Grande-Rivière is een plaats en voormalige gemeente in het Franse departement Jura in de regio Bourgogne-Franche-Comté en telt 432 inwoners (1999). De plaats maakt deel uit van het arrondissement Saint-Claude.

## Geschiedenis
Grande-Rivière is op 1 januari 2019 gefuseerd met de gemeente Château-des-Prés tot de gemeente Grande-Rivière Château. 

## Geografie
De oppervlakte van Grande-Rivière bedraagt 30,5 km², de bevolkingsdichtheid is 14,2 inwoners per km².
De onderstaande kaart toont de ligging van Grande-Rivière met de belangrijkste infrastructuur en aangrenzende gemeenten.

## Demografie
Onderstaande figuur toont het verloop van het inwonertal.